# Klasea legionensis
Klasea legionensis là một loài thực vật có hoa trong họ Cúc. Loài này được (Lacaita) J.Holub mô tả khoa học đầu tiên năm 1977.